# Spring Gap (Maryland)
Spring Gap es un lugar designado por el censo ubicado en el condado de Allegany en el estado estadounidense de Maryland. En el Censo de 2010 tenía una población de 55 habitantes y una densidad poblacional de 32,82 personas por km².

## Geografía
Spring Gap se encuentra ubicado en las coordenadas 39°33′55″N 78°42′19″O / 39.56528, -78.70528. Según la Oficina del Censo de los Estados Unidos, Spring Gap tiene una superficie total de 1.68 km², de la cual 1.68 km² corresponden a tierra firme y (0%) 0 km² es agua.

## Demografía
Según el censo de 2010, había 55 personas residiendo en Spring Gap. La densidad de población era de 32,82 hab./km². De los 55 habitantes, Spring Gap estaba compuesto por el 100% blancos, el 0% eran afroamericanos, el 0% eran amerindios, el 0% eran asiáticos, el 0% eran isleños del Pacífico, el 0% eran de otras razas y el 0% pertenecían a dos o más razas. Del total de la población el 0% eran hispanos o latinos de cualquier raza.